# Cremocarpon bernieri
Cremocarpon bernieri är en måreväxtart som beskrevs av Cornelis Eliza Bertus Bremekamp. Cremocarpon bernieri ingår i släktet Cremocarpon och familjen måreväxter. Inga underarter finns listade i Catalogue of Life.